# Szórvány
Szórványnak nevezzük az összefüggő szállásterülettel nem bíró kisebbséget.
- Szórványok fajtái
  - Etnikai szórvány

Erdélyben különösen sok magyar szórvány található. Szórványkutatók megkülönböztetik a szórványosodottság különböző fokozatait. Egy szórványközösség erőssége függ a település lélekszámán belül az (országos szinten) kisebbségi nemzet százalékos arányától, abszolút számától, iskolarendszerének és egyéb infrastruktúráinak (önkormányzat, cégek, művelődési házak stb.) meglététől illetve fejlettségi szintjétől.
Erdélyi szórványok néhány fajtája a magyar kisebbség vonatkozásában (fokozatok):
1. Települési többség
2. Magas abszolút lélekszám
3. Fejlett iskolai és egyéb kulturális infrastruktúra
4. Tömbmagyarság közelsége (Magyarország vagy a Székelyföld)

| Település     | 1. | 2. | 3. | 4. |
| ------------- | -- | -- | -- | -- |
| Szatmárnémeti | -  | ++ | ++ | ++ |
| Temesvár      | -- | +  | +  | +  |
| Kolozsvár     | -- | ++ | ++ | -  |
| Torockó       | ++ | -- | -  | -  |
| Nagyzerind    | ++ | -- | -  | ++ |
| Kőhalom       | -  | -- | -  | ++ |
| Óradna        | -- | -- | -- | -- |

## Vallási szórvány
A vallási szórvány területi mintázatában hasonló jegyeket mutat, mint az etnikai szórvány, kialakulásában viszont kevésbé meghatározóak a történelmi események (főként a modern korban). A hitélet minőségét kevésbé befolyásolja a szórványosodottság mértéke, mint a mindennapos anyanyelv-használatáét. Például az Európában és Amerikában élő buddhisták szellemi fejlődését nem, vagy csak kis mértékben gátolja az összefüggő, azonos vallású emberekből álló szállásterület hiánya.